# Krapkowice
Krapkowice (in tedesco Krappitz) è un comune urbano-rurale polacco del distretto di Krapkowice, nel voivodato di Opole.
Ricopre una superficie di 97,44 km² e nel 2004 contava 24 817 abitanti.